# François-Auguste-Ferdinand Donnet
François-Auguste-Ferdinand Donnet, francoski rimskokatoliški duhovnik, škof in kardinal, * 16. november 1795, Bourg-Argental, † 23. december 1882, Bordeaux.

## Življenjepis
7. marca 1819 je prejel duhovniško posvečenje.
22. februarja 1835 je bil imenovan za soškofa Nancyja; 6. aprila istega leta je bil potrjen in hkrati imenovan za naslovnega škofa Rosusa. 31. maja 1835 je prejel škofovsko posvečenje.
30. novembra 1836 je bil imenovan za nadškofa Bordeauxa; potrjen je bil 19. maja 1837.
15. marca 1852 je bil povzdignjen v kardinala in imenovan za kardinal-duhovnika S. Maria in Via.